# Bobby Raymond
Robert „Bobby“ Raymond (* 7. August 1985 in Lucknow, Ontario) ist ein kanadischer Eishockeyspieler, der seit Februar 2024 beim rumänischen Klub Gyergyói HK aus der Erste Liga unter Vertrag steht und dort auf der Position des Verteidigers spielt. Zuvor war Raymond unter anderem für die Iserlohn Roosters und Adler Mannheim in der Deutschen Eishockey Liga (DEL) aktiv.

## Karriere

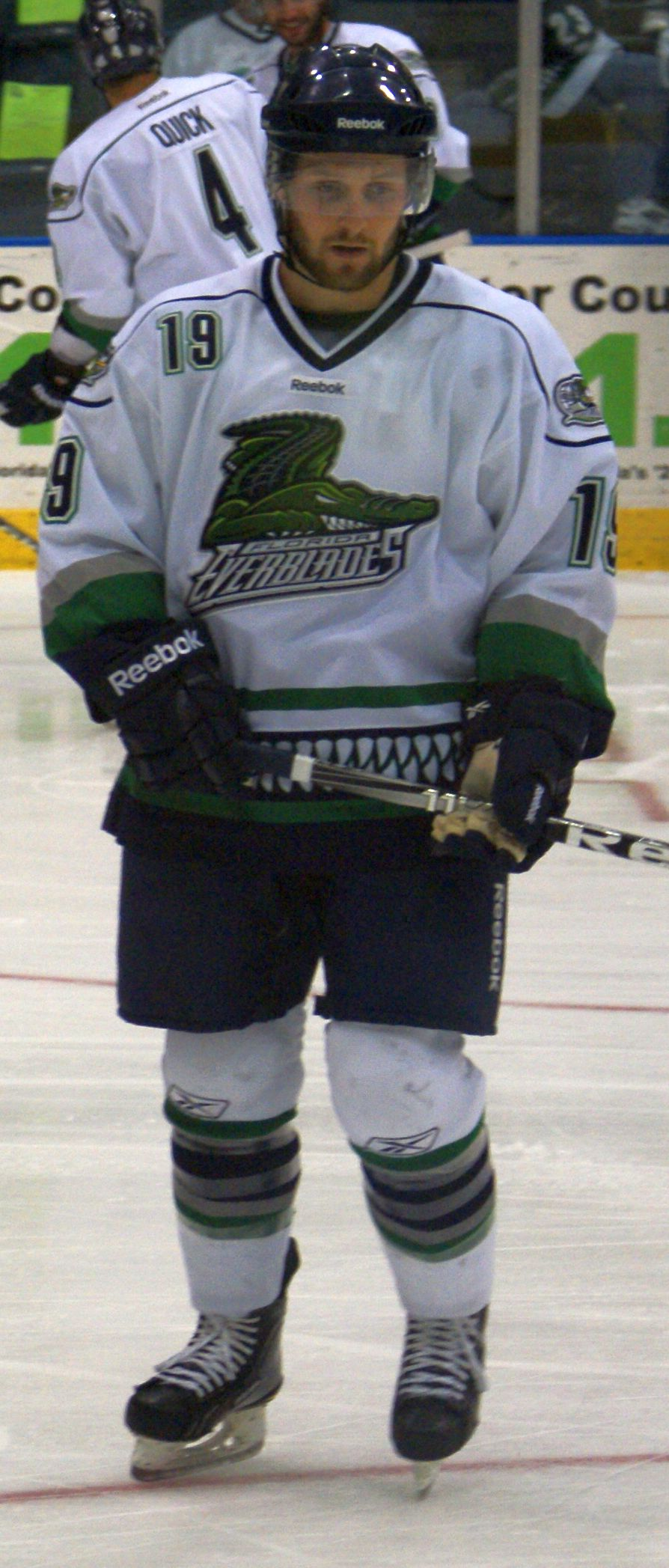
Raymond im Trikot der Florida Everblades

Bobby Raymond begann seine Karriere 2001 und spielte für die Burlington Cougars in der Ontario Provincial Junior Hockey League (OPJHL). Nach zwei Jahren wechselte er zur Saison 2003/04 zu den Owen Sound-Saugeen Shores Greys in die Midwest Junior Hockey League (MWJHL). Dort schied Raymond mit seinem Team im Viertelfinale der Playoffs aus. In der nächsten Spielzeit kam das Team in die Finalserie, die allerdings verloren wurde. Raymond wurde anschließend zum besten Verteidiger der Liga gewählt. 2005 begann er ein Studium des Industrial Engineering an der Rochester Institute of Technology und spielte für die dortige Eishockeymannschaft. Die Saison 2006/07 beendete sein Team als Punktbester der Atlantic Hockey Conference und Raymond wurde ins AHA All-Academic Team gewählt. Auch in der Saison 2007/08 erhielt er diese Auszeichnung. 2009 schied Raymond mit seiner Mannschaft wie im Vorjahr im Halbfinale der AHA Playoffs aus.
Nach der erfolgreichen Beendigung seines Studiums unterschrieb er im Mai 2009 einen Vertrag beim französischen Klub Étoile Noire de Strasbourg aus der Ligue Magnus. Zur Saison 2010/11 kehrte er nach Nordamerika zurück und schloss sich den Florida Everblades aus der ECHL an. Ein Tryout-Vertrag im Oktober 2010 bei den Norfolk Admirals aus der American Hockey League (AHL) wurde nicht verlängert, so dass Raymond in der Spielzeit bei den Everblades blieb. Im April 2011 gewann er den Calder Cup, als er zusätzlich neun Playoff-Spiele für die Binghamton Senators in der AHL absolvierte. Diese nahmen ihn auch für die Saison 2011/12 unter Vertrag. Im September 2011 nahm er am Trainingscamp der Ottawa Senators aus der National Hockey League (NHL) teil. Raymond verbrachte die Spielzeit sowohl in der AHL, als auch in der ECHL bei den Florida Everblades. Dort war er Teil der Mannschaft, die den Kelly Cup gewann. Er verlängerte seinen Vertrag bei den Everblades im August 2012 um ein Jahr und spielte auch zunächst in Florida. Nach einem Tryout bei den Charlotte Checkers wechselte er schließlich im Dezember 2012 auf Leihbasis in die AHL und unterschrieb im Januar 2013 für den Rest der Saison.
Zur Saison 2013/14 wechselte Raymond zu den Iserlohn Roosters in die Deutsche Eishockey Liga (DEL). Er unterzeichnete einen Jahresvertrag. Dort kam Raymond mit seiner Mannschaft bis ins Viertelfinale der Play-offs. Im April 2014 verpflichteten die Adler Mannheim Raymond für ein Jahr. Mit den Adlern erreichte er den ersten Tabellenplatz nach der Hauptrunde und gewann in den anschließenden Playoffs die Deutsche Meisterschaft. Nach diesem Erfolg kehrte er zu den Roosters zurück, um mehr Eiszeit innerhalb seiner Mannschaft zu erhalten. Zwischen Juni 2016 und 2019 spielte Raymond beim EC Red Bull Salzburg in der österreichischen Erste Bank Eishockey Liga (EBEL) und gehörte dort stets zu den punktbesten Verteidigern. Im Jahr 2018 gewann er mit den Roten Bullen den Österreichischen Meistertitel als zweitplatzierte EBEL-Mannschaft hinter dem HC Bozen.
Im Juli 2019 kehrte er zum zweiten Mal zu den Iserlohn Roosters zurück und unterschrieb einen Zweijahresvertrag. bei den Roosters gehörte er in den folgenden zwei Jahren zu den Führungsspielern, war Mannschafts- und Assistenzkapitän und absolvierte 88 DEL-Partien für den Klub. Im Juni 2021 wurde Raymond von den Löwen Frankfurt aus der DEL2 verpflichtet. Mit den Löwen gewann er im Frühjahr 2022 die mit dem Aufstieg in die DEL verbundene DEL2-Meisterschaft und wechselte anschließend nach Frankreich zu den Brûleurs de Loups de Grenoble. In die Saison 2023/24 startete Raymond vereinslos. Er hielt sich bei einer Seniorenmannschaft in Kanada fit, bis er im Januar 2024 von Gyergyói HK aus der Erste Liga verpflichtet wurde, mit denen er bis ins Halbfinale einzog.

## Erfolge und Auszeichnungen
| - 2005 MWJHL Best Defenseman - 2007 AHA All-Academic Team - 2008 AHA Third All-Conference Team - 2008 AHA All-Academic Team - 2009 AHA Second All-Conference Team - 2011 ECHL All-Rookie Team | - 2011 Calder-Cup-Gewinn mit den Binghamton Senators - 2012 Kelly-Cup-Gewinn mit den Florida Everblades - 2015 Deutscher Meister mit den Adler Mannheim - 2018 Österreichischer Meister mit dem EC Red Bull Salzburg - 2022 DEL2-Meister und Aufstieg in die DEL mit den Löwen Frankfurt - 2023 Gewinn des Coupe de France mit den Brûleurs de Loups de Grenoble |

## Karrierestatistik
Stand: Ende der Saison 2023/24
(Legende zur Spielerstatistik: Sp oder GP = absolvierte Spiele; T oder G = erzielte Tore; V oder A = erzielte Assists; Pkt oder Pts = erzielte Scorerpunkte; SM oder PIM = erhaltene Strafminuten; +/− = Plus/Minus-Bilanz; PP = erzielte Überzahltore; SH = erzielte Unterzahltore; GW = erzielte Siegtore; 1 Play-downs/Relegation; Kursiv: Statistik nicht vollständig)